# 马保三

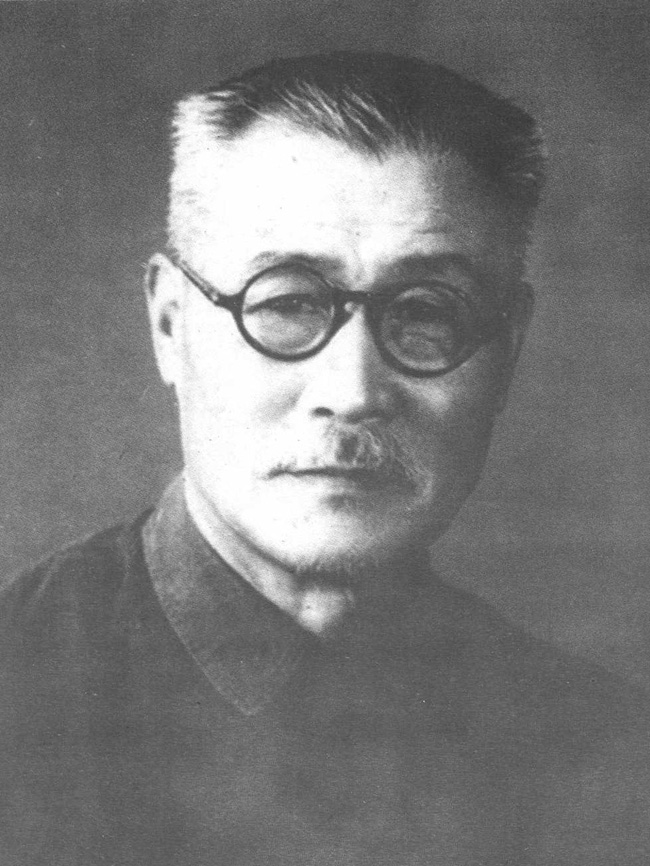
马保三

马保三（1887年—1964年），名鉴堂，字保三，男，山东寿光人，中国革命家，中国抗日战争游击队领导人物，曾任青岛市人民政府长，第三届全国政协委员。

## 生平
1887年生。山东省寿光县牛头镇人。原名马鉴堂。曾在私塾上学，读了7年后因家贫辍学，回家种地。1924年8月，经张玉山、李铁梅介绍加入中国共产党，成为中共寿光地方党组织第一批党员。1926年任中共寿光县委宣传委员，从事农民运动。1927年中国国民党清党后被迫出走东北，转往朝鲜，在仁川组织成立中华劳动组合会，开展抗日活动。1933年7月返回寿光，8月因遭人举报被捕，后经保释出狱（一说被营救出狱）。
1937年七七事变后，全民抗日战争爆发。同年11月上旬，马保三决定在全县发动武装起义，组建“国民革命军第八路军鲁东游击队第八支队”，并被推举为总指挥。一个月内组成了一支80多村民组成的“抗敌后援队”，12月29日正式举行牛头镇抗日武装起义，打响寿光县抗日第一枪。此后马保三与胶东抗日联军密切配合，指挥多场战斗。1949年6月2日青岛解放后，马保三被任命为青岛市市长。1950年当选为山东省各界人民代表会议副主席，1955年当选为山东省政协副主席。1956年5月起任中共山东省委统战部部长。
1964年2月15日下午在济南病逝。